# Kusmolowski
Kusmolowski (russisch Ку́зьмоловский) ist eine Siedlung städtischen Typs in der Oblast Leningrad (Russland) mit 12.786 Einwohnern (Stand 1. Januar 2024).

## Geographie
Die Siedlung liegt gut 20 km nordnordöstlich des Zentrums des Oblastverwaltungszentrums Sankt Petersburg und knapp 10 km außerhalb des Autobahnrings um die Stadt.
Kusmolowski gehört zum Rajon Wsewoloschski und befindet sich 12 km nordwestlich von dessen Verwaltungszentrum Wsewoloschsk. Es ist Sitz der Stadtgemeinde Kusmolowskoje gorodskoje posselenije, zu der außerdem die drei nördlich gelegenen Dörfer Kusmolowo, Kujalowo und Warkalowo gehören.

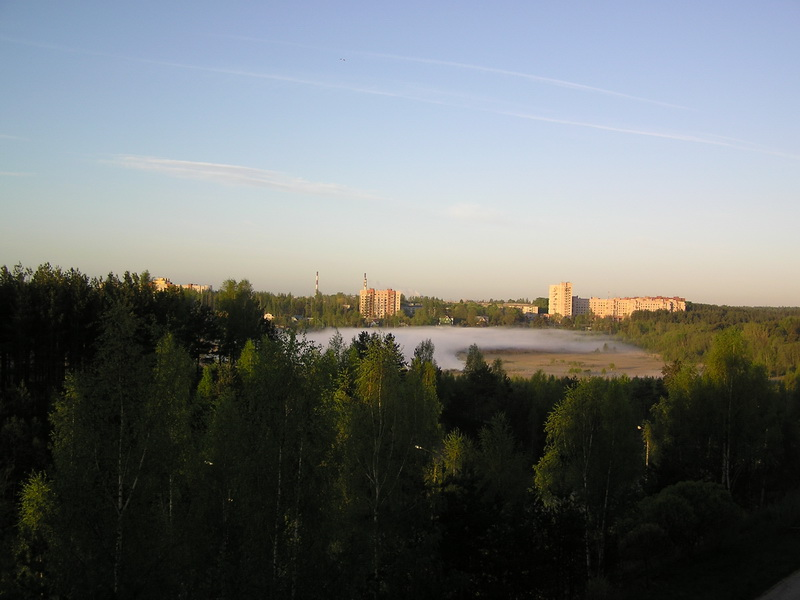
Blick auf Kusmolowski
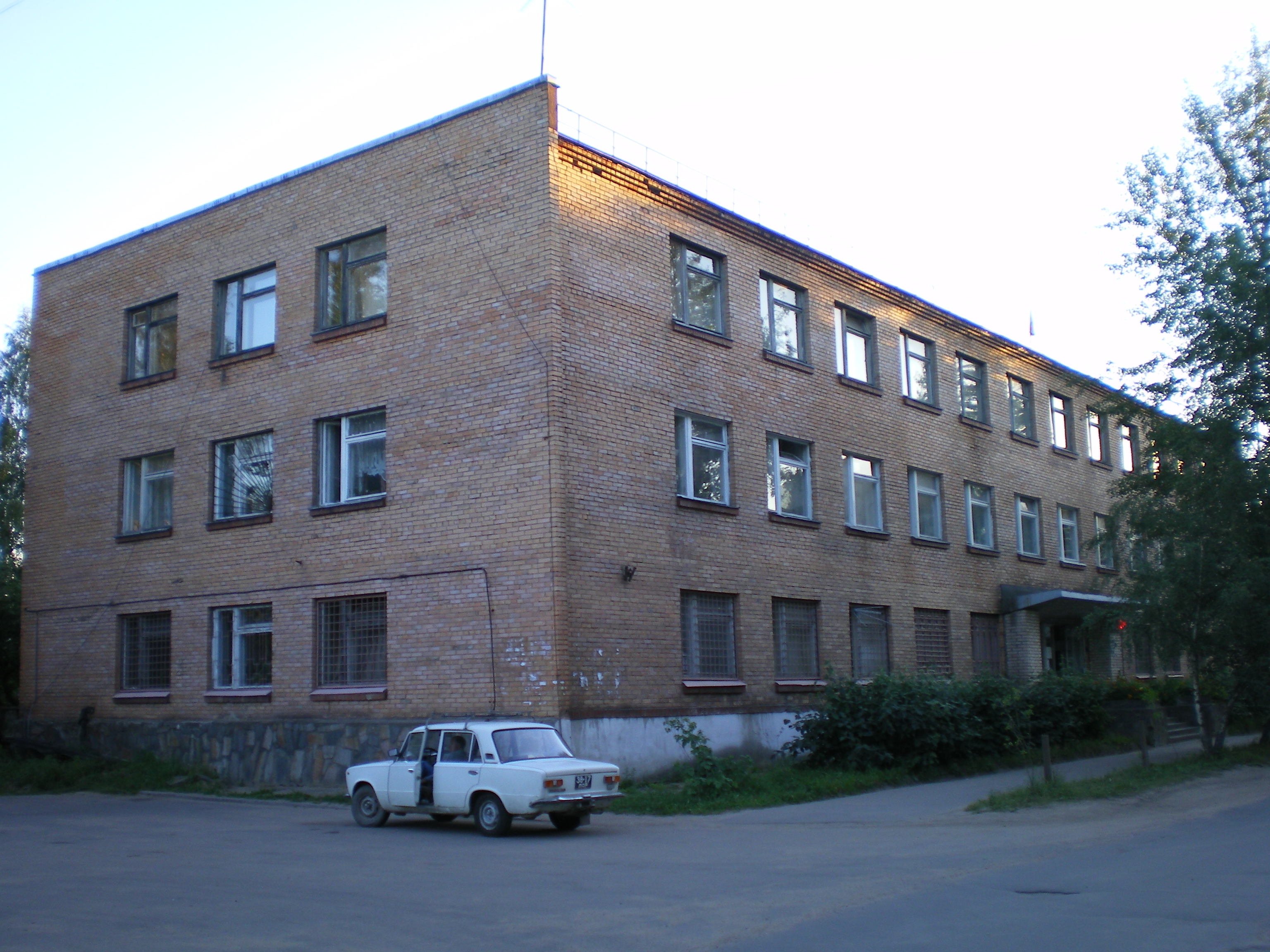
Gemeindeverwaltung
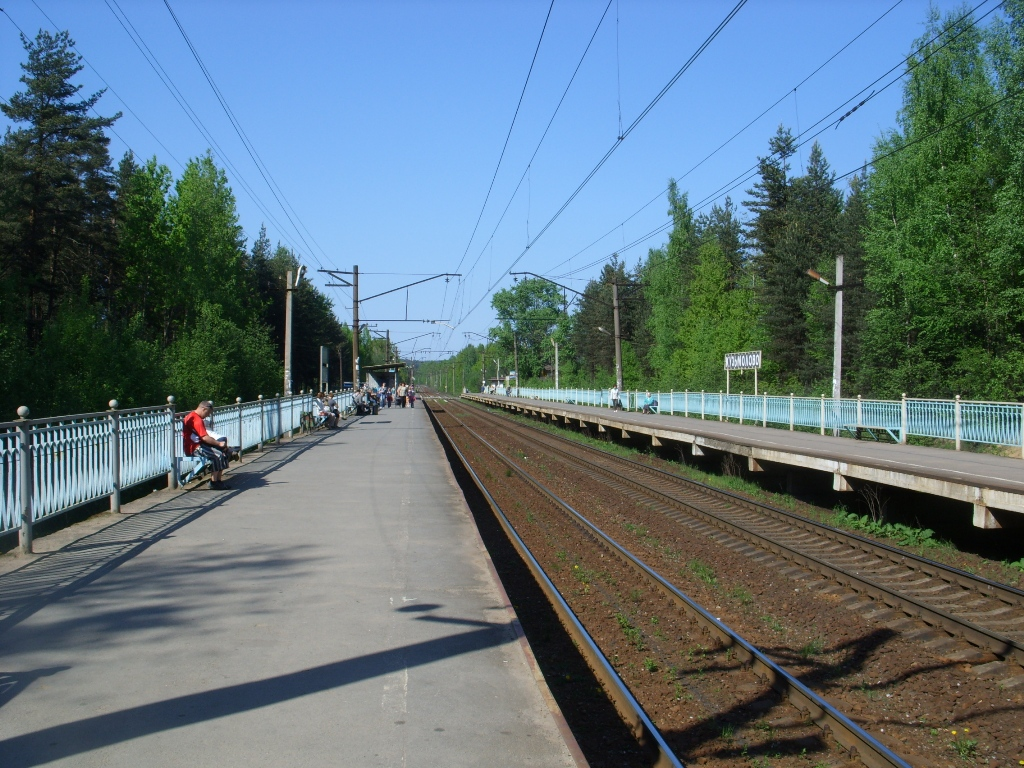
Elektritschka-Haltepunkt Kusmolowo

## Geschichte
Kusmolowski entstand als Wohnsiedlung im Zusammenhang mit dem Bau von Produktionseinrichtungen des Staatlichen Instituts für angewandte Chemie (Gossudarstwenny institut prikladnoi chimii, GIPCh) nördlich von dessen Territorium und südlich des alten, namensgebenden Dorfes Kusmolowo. Am 1. April 1961 erhielt der Ort den Status einer Siedlung städtischen Typs.

### Bevölkerungsentwicklung
| Jahr | Einwohner |
| ---- | --------- |
| 1970 | 6.970     |
| 1979 | 10.268    |
| 1989 | 10.435    |
| 2002 | 9.725     |
| 2010 | 9.689     |

Anmerkung: Volkszählungsdaten

## Verkehr
Östlich an Kusmolowski vorbei verläuft die Regionalstraße 41K-065, die vom Sankt Petersburger Autobahnring (A118) über Toksowo nach Matoksa führt, wo sie die 41A-189 (früher A128), den „Nördlichen Halbring“ um Sankt Petersburg, erreicht. Nördlich zweigt die nach Westen führende 41K-075 ab, als Verbindung zur Fernstraße A121 nach Sortawala und Petrosawodsk sowie zur 41A-180, der alten Trasse von Sankt Petersburg in Richtung Wyborg.
Bei Kusmolowski befindet sich der Haltepunkt Kusmolowo an der 1917 eröffneten und auf diesem Abschnitt seit 1958 elektrifizierten Bahnstrecke Sankt Petersburg – Priosersk – Chijtola (– Sortawala; Streckenkilometer 19 ab Kuschelewka; Kilometer 24 ab Sankt Petersburg Finnischer Bahnhof, von wo Vorortzugverkehr besteht). Zwei Kilometer näher an Sankt Petersburg besteht unweit des früheren GIPCh (heute Russländisches Wissenschaftszentrum „Angewandte Chemie“) der Haltepunkt Kapitolowo, benannt nach dem westlich gelegenen Dorf.

## Söhne und Töchter des Ortes
- Maxim Michailow (* 1988), Volleyballspieler